# موغامد شابي سليمانوف
موغامد شابي سليمانوف (مواليد 16 ديسمبر 1999) هو لاعب كرة قدم روسي يلعب في مركز الجناح في نادي كراسنودار.

## روابط خارجية
- موغامد شابي سليمانوف على موقع اتحاد تركيا (لاعب) (الإنجليزية)
- موغامد شابي سليمانوف على موقع الدوري الأمريكي (الإنجليزية)
- موغامد شابي سليمانوف على موقع قاعدة بيانات كرة القدم.إي يو (الإنجليزية)
- موغامد شابي سليمانوف على موقع Soccerway.com (الإنجليزية)
- موغامد شابي سليمانوف على موقع عالم كرة القدم.نت (الإنجليزية)